# Šimon Nemec
Šimon Nemec (* 15. Februar 2004 in Liptovský Mikuláš) ist ein slowakischer Eishockeyspieler, der seit Juli 2022 bei den New Jersey Devils in der National Hockey League (NHL) unter Vertrag steht. Im NHL Entry Draft 2022 wurde der Verteidiger von den Devils an zweiter Position ausgewählt. Mit der slowakischen Eishockeynationalmannschaft nahm er an den Olympischen Winterspielen 2022 teil und gewann mit dem Team dort die Bronzemedaille.

## Karriere
Šimon Nemec begann seine Karriere in seiner Heimatstadt bei MHk 32 Liptovský Mikuláš, wo er bis 2019 die Jugendmannschaften durchlief. Zur Saison 2019/20 wechselte er zum HK Nitra, stieg dort in den Erwachsenenbereich auf und absolvierte dort seine ersten Spiele in der Extraliga. Mit seiner Mannschaft belegte er in der Hauptrunde den achten Platz. Aufgrund der COVID-19-Pandemie musste die Extraliga-Saison am 11. März 2020 während der zweiten Phase abgebrochen werden. Šimon Nemec kam nicht nur für den HK Nitra in der Saison 2019/20 zum Einsatz, sondern er absolvierte auch 20 Spiele für den HK Levice in der zweitklassigen 1. Liga.
Ab der Saison 2020/21 war Šimon Nemec fester Bestandteil der Extraliga-Mannschaft des HK Nitra. In der Saison 2020/21 belegte er mit seinen Team in der Hauptrunde den fünften Platz und qualifizierte sich für die Playoffs, wo man im Viertelfinale der Mannschaft des HC Slovan Bratislava unterlag. Nach der Spielzeit wurde er beim CHL Import Draft 2021 von den Cape Breton Eagles als insgesamt vierter Spieler gezogen, verblieb aber in Nitra. In der darauffolgenden Saison konnte Šimon Nemec und seine Mannschaft die Leistungen aus der Vorsaison bestätigen und sogar steigern. Nachdem man die Hauptrunde auf dem dritten Platz beendet hatte, erreichte man in den Playoffs das Finale. Dort traf man auf den HC Slovan Bratislava und musste sich in der Best-of-Seven-Serie nach sechs Spielen geschlagen geben.
Im anschließenden Sommer wurde Nemec im NHL Entry Draft 2022 hinter seinem Landsmann Juraj Slafkovský an der zweiten Gesamtposition von den New Jersey Devils aus der National Hockey League (NHL) ausgewählt, die ihn wenig später mit einem Einstiegsvertrag ausstatteten. Vorerst kommt er allerdings überwiegend bei deren Farmteam, den Utica Comets aus der American Hockey League (AHL) zum Einsatz, wo er sich am Saisonende im erstmals ausgezeichneten AHL Top Prospects Team wiederfand. Bei seinem NHL-Debüt am 1. Dezember 2023 gegen die San Jose Sharks gelangen dem Verteidiger zwei Assists und beim 2:1-Sieg seines Teams gegen die Seattle Kraken am 7. Dezember 2023 erzielte Nemec schließlich sein erstes Tor in der NHL. Im weiteren Verlauf etablierte er sich im NHL-Aufgebot New Jerseys und beendete seine Rookie-Saison mit 60 Einsätzen sowie 19 Punkten.

### International
Šimon Nemec wurde vom slowakischen Eishockeyverband, dem Slovenský zväz ľadového hokeja, in der U16-, U18- und U20-Auswahl der Slowakei eingesetzt. Von U20-Nationaltrainer Róbert Petrovický wurde er für die Eishockey-Weltmeisterschaft der U20-Junioren 2021, welche zum Jahreswechsel 2020/21 in der kanadischen Stadt Edmonton stattfand, nominiert. Mit seiner Mannschaft belegte er in der Vorrunde den vierten Platz und qualifizierte sich für die Ausscheidungsspiele. Dort traf sein Team im Viertelfinale auf die USA, schied durch eine 2:5-Niederlage aus und belegte im Endklassement den achten Platz.
In der Folge wurde Šimon Nemec von Nationaltrainer Craig Ramsay für die slowakische Nationalmannschaft nominiert. Bei der Kaufland Challenge gab er im Spiel gegen Lettland am 21. April 2021 gemeinsam mit seinem Jahrgangskollegen Juraj Slafkovský sein Debüt in der Nationalmannschaft. Die beiden Spieler des Jahrganges 2004 wurden daraufhin auch für die Weltmeisterschaft 2021, die in der lettischen Hauptstadt Riga stattfand, nominiert. Während Juraj Slafkovský sich den Rekord des jüngsten slowakischen WM-Teilnehmers sicherte, wurde Šimon Nemec durch seine Vorlage zur 1:0-Führung im Spiel gegen Belarus am 21. Mai 2021 im Alter von 17 Jahren, drei Monaten und sieben Tagen der jüngste slowakische Spieler, der bei einer Eishockey-Weltmeisterschaft einen Scorerpunkt erzielt hat. Mit der Mannschaft beendete er die Vorrunde auf dem vierten Platz und qualifizierte sich somit für die Finalrunde. Dort unterlag das Team im Viertelfinale den USA.
Im August 2021 führte Šimon Nemec die slowakische U18-Nationalmannschaft beim Hlinka Gretzky Cup, der in Tschechien und der Slowakei ausgetragen wurde, als Kapitän aufs Eis. Gemeinsam mit seiner Mannschaft erreichte er das Finale des Wettbewerbs. Vor heimischen Publikum wurden die Slowaken von der russischen Mannschaft geschlagen. Nach zwei dritten Plätzen in den Jahren 1997 und 1998 war es für die Slowakei die beste Platzierung und erst der dritte Podestplatz beim Hlinka Gretzky Cup.
Beim Qualifikationsturnier für die Olympischen Winterspiele 2022, das im Zimný štadión Ondreja Nepelu in Bratislava ausgetragen wurde, kam Šimon Nemec ebenfalls zum Einsatz und sicherte sich mit seiner Mannschaft durch drei Siege die Qualifikation für die Olympischen Winterspiele in Peking. Von Nationaltrainer Craig Ramsay und dem Slovenský olympijský a športový výbor wurde er neben Juraj Slafkovský und Samuel Kňažko als einer von drei Teenagern für das olympische Eishockeyturnier 2022 nominiert. Bei dem Turnier in Peking gewann die slowakische Nationalmannschaft überraschend die Bronzemedaille. In der Folge nahm der Verteidiger auch an der U18-Junioren-Weltmeisterschaft der Division IA und Herren-Weltmeisterschaft im selben Jahr teil. Anschließend vertrat er die slowakische U20-Auswahl erneut bei der U20-Weltmeisterschaft 2023 sowie das A-Nationalteam bei den Weltmeisterschaften der Jahre 2023 und 2024.

## Erfolge und Auszeichnungen
- 2022 Slowakischer Vizemeister mit dem HK Nitra
- 2023 AHL Top Prospects Team
- 2025 Teilnahme am AHL All-Star Classic

### International
- 2021 Silbermedaille beim Hlinka Gretzky Cup
- 2021 Wertvollster Spieler des Hlinka Gretzky Cups
- 2022 Bronzemedaille bei den Olympischen Winterspielen
- 2022 Aufstieg in die Top-Division bei der U18-Junioren-Weltmeisterschaft der Division IA

## Karrierestatistik
Stand: Ende der Saison 2024/25

### International
Vertrat die Slowakei bei:
| - Hlinka Gretzky Cup 2019 - U20-Junioren-Weltmeisterschaft 2021 - Weltmeisterschaft 2021 - Hlinka Gretzky Cup 2021 - Qualifikationsturnier für die Olympischen Winterspiele 2022 - Olympischen Winterspielen 2022 | - U18-Junioren-Weltmeisterschaft der Division IA 2022 - Weltmeisterschaft 2022 - U20-Junioren-Weltmeisterschaft 2023 - Weltmeisterschaft 2023 - Weltmeisterschaft 2024 - Qualifikationsturnier für die Olympischen Winterspiele 2026 |

(Legende zur Spielerstatistik: Sp oder GP = absolvierte Spiele; T oder G = erzielte Tore; V oder A = erzielte Assists; Pkt oder Pts = erzielte Scorerpunkte; SM oder PIM = erhaltene Strafminuten; +/− = Plus/Minus-Bilanz; PP = erzielte Überzahltore; SH = erzielte Unterzahltore; GW = erzielte Siegtore; 1 Play-downs/Relegation; Kursiv: Statistik nicht vollständig)